# Finn Folcwalding
Pour les articles homonymes, voir Finn (homonymie).
Finn Folcwalding est un roi semi-légendaire de Frise qui aurait vécu au IVe siècle.

## Attestations
Finn est mentionné dans trois poèmes en vieil anglais. Le Widsith, un catalogue de peuples avec leurs souverains, mentionne au vers 27 « Fin Folcwalding Fresna cynne », « Fin fils de Folcwalda [qui gouverne] le peuple frison ». Le Beowulf et le fragment de Finnsburh relatent quant à eux de manière allusive et parcellaire un conflit qui oppose les Frisons et les Danois du prince Hnæf (en), qui est le beau-frère de Finn, celui-ci ayant épousé Hildeburh (en), la sœur de Hnæf. Le fragment s'achève par la mort de Finn aux mains du Danois Hengist, qui brûle son palais et ramène Hildeburh dans sa famille.
Un Finn apparaît également dans les généalogies royales anglo-saxonnes comme ancêtre de Woden. Dans la Historia Brittonum, ce Finn est le fils d'un Fodepald qui doit être l'équivalent de Folcwald, mais les versions de cette généalogie figurant dans la Collection anglienne font de ce Finn le fils d'un Godwulf. Il n'est donc pas certain qu'il soit censé être le roi frison légendaire.

## Interprétations
Hans Kuhn a montré que le fragment de Finnsburh n'est pas basé sur la transposition de faits réels, mais qu'il s'agit d'une légende à base mythologique. Kuhn signale notamment que Finn est le nom d'un personnage qui dans le folklore scandinave tient le même rôle que le géant bâtisseur de la légende contée dans le Gylfaginning de Snorri Sturluson. Les Danois de Hengest se comportent de la même manière vis-à-vis de Finn à qui ils ont juré fidélité pour passer les mois d'hiver dans son château, que les dieux de la légende nordique en rompant leur serment. 
Pour Donad Ward et Jean Haudry, la légende de Finnsburh montre une concordance remarquable avec le cycle troyen : la princesse danoise Hildeburh équivalente d'Hélène, toutes deux représentantes de l'Aurore de l'année, est reprise par les Jumeaux divins Hnæf et Hengest, à son mari Finn qui représente le Génie de l'hiver. Hnæf et Hengest sont ici les équivalents d'Agamemnon et de Ménélas, victorieux des Frisons, comme ces derniers victorieux des Troyens,,.